# Стефан Махришчски
Преосвећени Стефан Махришчски († 14. јула 1406) је светитељ Руске православне цркве. Празнује се 14 (27) јула.

## Живот
Рођен је и одрастао у Кијеву. Стефан је положио постриг у Печерском манастиру и тамо провео неколико година у послушању и молитви. По житију, угњетавање паписта приморало га је, заједно са осталим пећинским монасима, да потражи уточиште у Москви, где га је благонаклоно примио велики кнез Иван II .
Стефан, који је остао веран законитом митрополиту кијевском у Москви, поставио је себи келију у наслеђе московског кнеза у забаченом месту на обали реке Махришчи, 35 миља од манастира Сергија. Желећи да тихује, Стефан најпре није желео да прими оне који су му долазили, али је потом попустио њиховој молби и 1358. године основао је манастир. Побожни човек који је живео у близини Макре дао је своје имање са засејаним њивама манастиру Махриш, сам је примио монаштво са именом Григорије и био је Стефанов омиљени ученик. То се није свидело суседним власницима: они су познавали поштовање великог кнеза Дмитрија према Стефану и плашили су се да ће земље које су поседовали прећи у власништво манастира. Четворица од њих, браћа Јурцовски, подигли су прогон против игумана и запретили да ће га убити ако не напусти Макру. Стефан се са Григоријем повукао на север и, 60 миља од Вологде, на реци Авнега, основао је 1370. године пустињски манастир са црквом Свете Тројице. Велики кнез Дмитриј Иванович послао је донације овом манастиру, а Стефан је поново позван у Махришку .
Доживевши дубоку старост, Стефан је прихватио схиму и умро 1406. године.
Стефанове мошти пронађене су нетрулежне приликом градње камене цркве Свете Тројице 1550. године, али су остављене у новој цркви под чуном.
Житије Стефаново написао је игуман (касније Епископ Вологдски) Јоасаф по налогу митрополита Макарија, уз помоћ кратких белешки које је саставио стогодишњи монах Серапион; Јоасаф је саставио и опис Стефанових чуда и службе њему. Почетком 17. века, манастир Махришчи, опустошен од Пољака, додељен је Сергијевској лаври .